# 1827 год в науке
В 1827 году были различные научные и технологические события, некоторые из которых представлены ниже.

## События
- Георг Ом опубликовал открытый им закон Ома[1].
- Издан Опыт написания истории Армянского царства. Хронологические рамки исследования охватывают более двадцати пяти веков[2].
- Вильям Эдвард Парри организовал одну из самых первых экспедиций на Северный полюс[3].
- 8 января  основан Оахаканский институт искусств и наук.

## Открытия
- Одним из первых случайных процессов в физике стало изученное Робертом Броуном под микроскопом хаотическое движение цветочной пыльцы, плававшей в воде («броуновское движение»)[4].

## Премии и награды
- Медаль Копли — Уильям Праут, Генри Фостер[англ.] (англ. Henry Foster)

## Родились
- 13 января — Николай Бекетов, один из основоположников физической химии и химической динамики, заложил основы принципа алюминотермии (умер в 1911 году).
- 14 января — Пётр Петро́вич Семёнов-Тян-Ша́нский, русский географ, ботаник, статистик и общественный деятель.
- 16 марта — Бабухин, Александр Иванович, русский гистолог и физиолог.
- 5 апреля — Листер, Джозеф, английский хирург (умер в 1912 году).
- 10 июня — Адольф Вармунд, австрийский и немецкий востоковед и педагог[5].
- 19 июня — Карл Кристиан Энгстрём, шведский инженер-конструктор, изобретатель (умер 1916).
- 17 июля — Абель, Фредерик Август, английский химик (умер в 1902 году).
- 4 августа — Йозеф Грубер, австрийский отолог, профессор Венского университета; доктор медицины (умер в 1900 году)[6].

## Скончались
- 5 марта — Вольта, Алесандро, итальянский физик и физиолог, один из основоположников учения об электричестве (родился в 1745 году).
- 5 марта — Пьер-Симон Лаплас, французский математик, механик, физик и астроном; известен работами в области небесной механики, дифференциальных уравнений, один из создателей теории вероятностей.
- 2 апреля — Людвиг Генрих Боянус, немецкий естествоиспытатель, анатом и зоолог, один из зачинателей ветеринарии и ветеринарного образования в Литве (родился в 1776 году).